# Leeni-Maria Hovila
Leeni-Maria Hovila (ur. 1978 w Finlandii) – fińska wokalistka śpiewająca sopranem w Kivimetsän Druidi, The Body Snatcher oraz wcześniej jeszcze w Exsecratus.

## Dyskografia

### ZKivimetsän Druidi
- Shadowheart (2008)
- Betrayal, Justice, Revenge (2010)

### ZExsecratus
- Under the Winter Moon (singiel, 2006)
- Tainted Dreams (2007)
- Promo 2008 (demo, 2008)

### ZThe Body Snatcher
- Wolf Moon (demo, 2005)
- The Body Snatcher (demo, 2006)
- Ghostfire (demo, 2006)
- Ghost of the Black Dawn (demo, 2008)
- Graveyard Symphonies (EP, 2009)